# Magda Skubisz
Magda Skubisz (właśc. Magdalena Maja Skubisz; ur. 3 czerwca 1978 w Przemyślu) – polska pisarka.

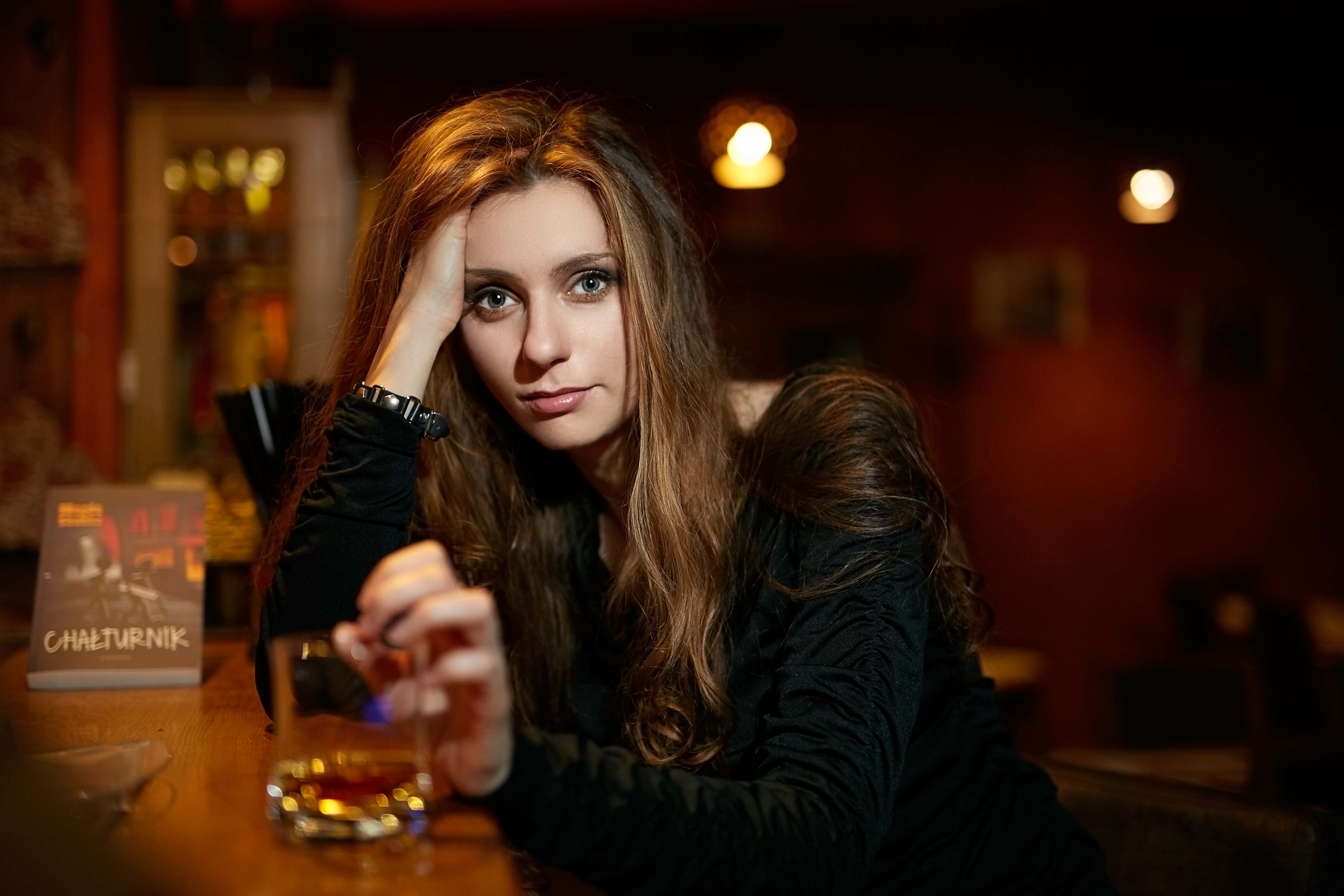
Magda Skubisz

Absolwentka Akademii Muzycznej w Katowicach (Wydział Jazzu i Muzyki Rozrywkowej, kierunek wokalny). Zawodowo zajmuje się emisją głosu, a także współpracuje z  rzeszowskimi teatrami jako konsultant ds. wokalnych. Jako wokalistka wystąpiła m.in. z Urszulą Dudziak, a jej uczniami byli finaliści Voice of Poland - Arek Kłusowski i Kamil Bijoś. Jest również autorką opracowania wokalnego do koncertu muzyki żydowskiej „Hava Nagila Raysha”, spektaklu wielokrotnie prezentowanego na podkarpackich scenach oraz w krakowskim „Kijów Centrum”.

## Twórczość
Jest autorką czterech powieści opowiadających o przemyskich licealistach: ”LO Story” (2008, 2009 – Prószyński i S-ka, 2016, 2017 – Videograf)  „ Dżus&Dżin” (2009 – Prószyński i S-ka, 2016, 2017 – Videograf), „Chałturnik” (2016, 2018 – Videograf),  "Master" (2018 - Videograf. Książki wywołały sporo kontrowersji w rodzinnym Przemyślu, a do wydawnictwa dotarł list protestacyjny podpisany przez nauczycieli z byłego liceum autorki, w którym oskarżono ją o szkalowanie dobrego imienia szkoły i „kalanie własnego gniazda”. Debiut „LO Story” stał się również bohaterem jednej z sesji Rady Miasta Przemyśla, poświęconej negatywnemu wpływowi literatury na młodzież. Trzecia i czwarta część serii, „Chałturnik” i „Master” powstały na podstawie osobistych wspomnień autorki, która kilkanaście lat pracowała w zespole muzycznym, specjalizując się w zabawianiu pijanych, nierzadko pochodzących z półświatka, gości.
W roku 2010, z rekomendacji Marka Nowakowskiego, znalazła się w gronie dziesięciu polskich autorów nominowanych do Literackiej Nagrody im. Józefa Mackiewicza (powieść „Dżus&dżin”). W roku 2012 otrzymała statuetkę Estrady Rzeszowskiej, m.in. za „wyznaczanie wysokich standardów w tworzeniu i promowaniu sztuki oraz wkład w rozwój kultury Województwa Podkarpackiego” Angielski scenariusz na podstawie „LO Story”, powstały przy współpracy z firmą producencką AMP Polska w 2013 r. zakwalifikował się do finału „Share Your Slate” na European Film Market podczas 63 Międzynarodowego Festiwalu Filmowego w Berlinie. 
Magda Skubisz jest laureatką Nagrody Zarządu Województwa Podkarpackiego za szczególne osiągnięcia w dziedzinie kultury (2014 r.) oraz członkiem Stowarzyszenia Pisarzy Polskich.
W roku 2020 w plebiscycie "Nowin" znalazła się w gronie "TOP 15 wpływowych kobiet Podkarpacia".
W 2022 ukazała się „Aptekarka” (Media Rodzina). Jest to oparty na faktach romans historyczny utrzymany w konwencji XIX-wiecznej powieści obyczajowej. Autorka o rodzie Tyszkowskich po raz pierwszy usłyszała od swego sąsiada i postanowiła ożywić ich dzieje na kartach książki, wykorzystując dostępne źródła historyczne. Jeszcze w tym samym roku 2022 ukazała się druga część sagi rodu Tyszkowskich pt. "Czarci ogród" (Media Rodzina).
Ukończyła także kurs zielarski. Otrzymała Stypendium Twórcze Miasta Przemyśla.